# Tylochromis polylepis
Tylochromis polylepis (Syn.: Pelmatochromis polylepis) ist eine afrikanische Buntbarschart, die im ostafrikanischen Tanganjikasee und im Lukuga, dem Abfluss des Tanganjikasees zum Kongo vorkommt.

## Merkmale
Es ist ein relativ großer Buntbarsch, der eine Länge von bis zu 43,5 cm erreichen kann. Er ist hochrückig und seitlich abgeflacht. Der Kopf ist groß und hoch, die größte Körperhöhe liegt direkt hinter dem Kopf am Beginn der Rückenflosse. Zum Schwanzstiel hin verjüngt sich der Körper deutlich. Die Schuppen der Fische sind klein, die Anzahl der Seitenlinienschuppen sind daher hoch (polylepis = altgriechisch πολύς polys, deutsch ‚viel‘ + λεπίς lepís, deutsch ‚Schuppe‘). Die Schwanzflosse ist gegabelt.
- Flossenformel: Dorsale XIV–XVI/13–15, Anale III/7–9.
- Schuppenformel 54–59 (SL)
- 8–11 Kiemenrechen

Tylochromis polylepis ist unscheinbar graubraun gefärbt mit fünf oder sechs dunklen Querbalken auf den Körperseiten. In der Rückenflosse finden sich einige dunkle Flecke. Die Basen von Brust- und Bauchflossen, die Spitzen der vorderen Flossenstrahlen der Rückenflosser und die Mundwinkel sind rötlich.

## Lebensweise
Tylochromis polylepis bewohnt Sümpfe und Buchten an den Küsten, Flussmündungen und sandige Küstenbereiche des Sees. Jungfische leben in Schwärmen, adulte Fische sind Einzelgänger. Die Fische ernähren sich vor allem von kleinen Krebstieren und Insekten, außerdem von Weichtieren und Pflanzen. Tylochromis polylepis ist ein Maulbrüter, bei dem das Weibchen die Brutpflege übernimmt. Ein Gelege umfasst in der Regel etwas mehr als 100 Eier. Näheres zur Fortpflanzungsbiologie ist nicht bekannt.